# Kurt Schlesinger
Kurt Schlesinger (Schmalkalden, 17 december 1902 - Verenigde Staten, 3 augustus 1963) was een Duits-Joodse vluchteling die in Kamp Westerbork Oberdienstleiter werd. Hij collaboreerde hierbij met de kampcommandant voor het op transport zetten van meer dan 100.000 personen richting de concentratiekampen.

## Leven
Kurt Schlesinger woonde als mechanicus tot 1939 in zijn geboorteplaats Schmalkalden, waar hij in 1937 trouwde met Thea Francis Klein. Na bedreigingen tijdens de Kristallnacht vluchtten beiden op 12 januari 1939 richting Amsterdam. Verder dan de grens kwamen zij niet, want op de grens van Nederland en Duitsland werden ze door de Nederlandse politie aangehouden. Op 6 maart 1940 werd het echtpaar geïnterneerd in Centraal Vluchtelingenkamp Westerbork. Daar kwam Schlesinger op de afdeling administratie terecht.
Toen in 1942 de Duitsers het kamp overnamen en omvormden tot doorgangskamp Westerbork begon hij samen te werken met kampcommandant Erich Deppner die het kamp namens de Duitse bezetter kwam besturen. Schlesinger kreeg het voor elkaar om de Duitse Joden in het kamp een grote mate van zelfstandigheid te laten houden. Dit werd nog eens versterkt toen Albert Konrad Gemmeker zijn voorgangers Deppner, Josef Hugo Dischner en Polizei-Inspektor Bohrmann verving. Onder hem voerde Schlesinger feitelijk de dagelijkse leiding over het kamp uit. 
Na de oorlog vertrok Schlesinger, na nog enkele jaren met zijn vrouw in Nederland verbleven te hebben, naar de Verenigde Staten.